# Paranemastoma radewi
Paranemastoma radewi is een hooiwagen uit de familie aardhooiwagens (Nemastomatidae). De originele naamcombinatie (protoniem) was Nemastoma radewi Roewer, 1926. Een volgende naamrecombinatie werd gepubliceerd als Paranemastoma radewi (Roewer, 1926) in Avram 1973. Een junior subjectief synoniem is Nemastoma polonicum Roewer 1951 in Novak & Gruber (2000). Anderen zijn Nemastoma schenkeli Roewer 1951, of ook Nemastoma riparium Roewer 1951; beide gesteld door in Komposch & Gruber (2004). Een andere is Nemastoma insulare Roewer 1951 in Novak (2004). Anders ook Nemastoma megarae Hadži, 1973 in Novak (2005). Anderen waren junior synoniemen in nog oudere studies. Na 2023 de geldige combinatie is Paranemastoma radewi (Roewer, 1926).